# أرتورو نورامبوينا
أرتورو أندريس نورامبوينا أرديليس (بالإسبانية: Arturo Norambuena)‏ (مواليد 24 نوفمبر 1971 في فالديفيا) لاعب كرة قدم تشيلي دولي معتزل كان يجيد اللعب في خط الهجوم .

## روابط خارجية
- أرتورو نورامبوينا على موقع قاعدة بيانات كرة القدم.إي يو (الإنجليزية)
- أرتورو نورامبوينا على موقع ناشيونال فوتبول تيمز (الإنجليزية)
- أرتورو نورامبوينا على موقع عالم كرة القدم.نت (الإنجليزية)